# Kiana Madeira
Kiana Madeira, född 4 november 1992 i Toronto i Ontario (uppvuxen i förstaden Mississauga), är en kanadensisk skådespelerska. Hon har bland annat spelat en av huvudrollerna i Netflix-serien Trinkets, där hon spelar rollen som Moe Truax. Madeira har också spelat rollen som Deena Johnson i Netflix skräckfilmsserie Fear Street.

## Filmografi (i urval)
- 2007 – Little Mosque on the Prairie (TV-serie)
- 2010 – Harriet the Spy: Blog Wars (TV-film)
- 2011 – Min barnvakt är en vampyr (TV-serie)
- 2015 – Bad Hair Day (TV-film)
- 2019–2020 – Trinkets (TV-serie)
- 2021 – Fear Street Part One: 1994
- 2021 – Fear Street Part Two: 1978
- 2021 – Fear Street Part Three: 1666
- 2021 – After We Fell
- 2022 – After Ever Happy
- 2023 – After Everything